# Hrafnsmál

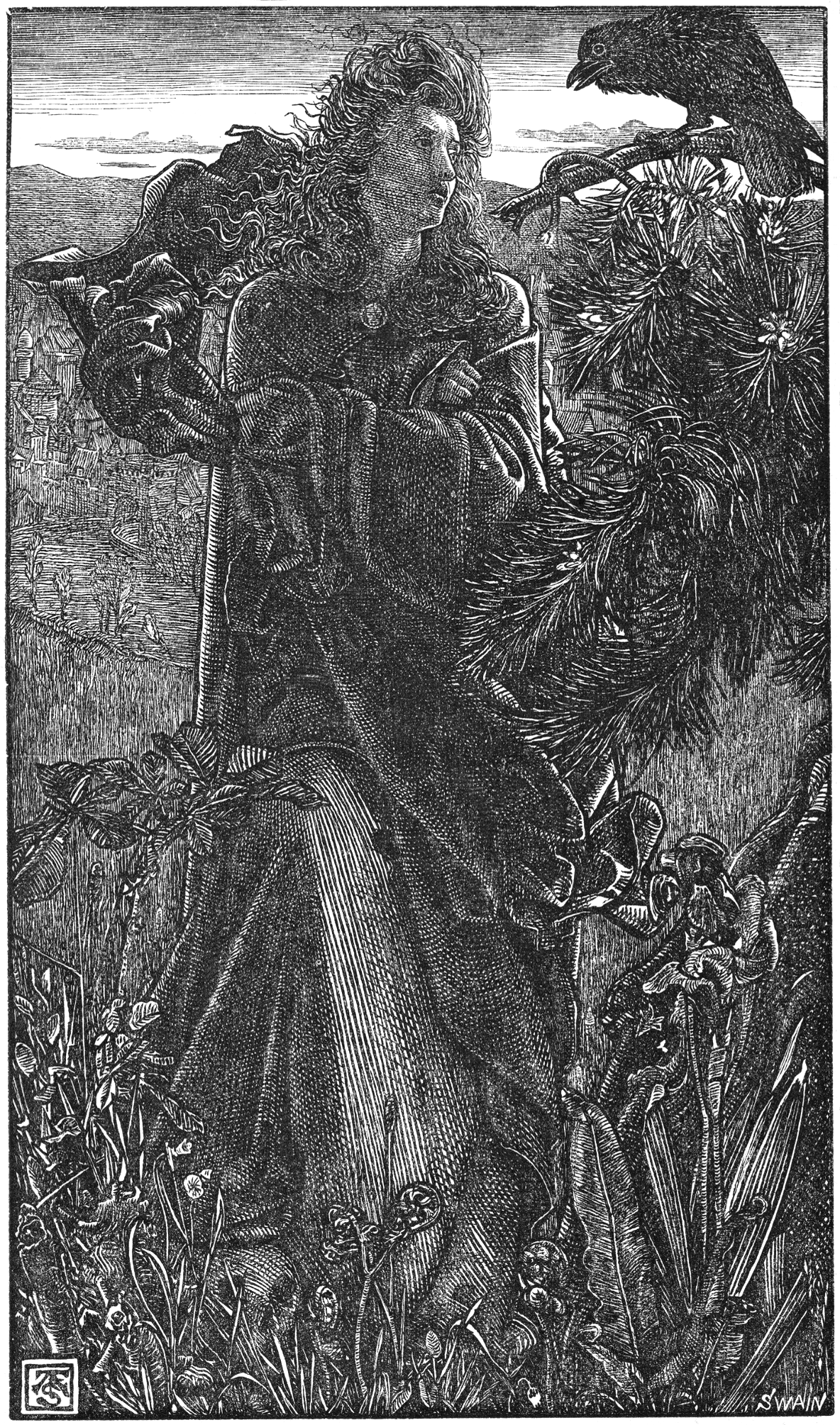
Una valquiria y un cuervo conversando. Ilustración para Hrafnsmál o Haraldskvæði de Þórbjörn hornklofi, traducida como "Harald Harfagr" en la revista Once a Week, xilografía grabada por Joseph Swain a partir del arte de Frederick Sandys.

Hrafnsmál (nórdico antiguo: La canción del cuervo) es el título de varios poemas donde el cuervo, ave carroñera pero también vinculada a la mitología escandinava, tiene cierto protagonismo como símbolo del paganismo nórdico.

## Þorbjörn Hornklofi
La versión de Hrafnsmál de Þorbjörn Hornklofi (siglo IX) consiste en una conversación entre una valkiria sin nombre y un cuervo, que discuten la vida y obras marciales del monarca Harald I de Noruega. Por esta razón el poema también se le conoce como Haraldskvæði. La métrica del poema es predominantemente málaháttr, mientras que las partes más pequeñas están en ljóðaháttr y fornyrðislag.

## Þormóðr Trefilsson
El Hrafnsmál de Þormóðr Trefilsson (siglo XI) es el ejemplo más antiguo de un poema compuesto en Haðarlag, que combina características (métrica) de la Edda poética (las cinco sílabas por línea de málaháttr) y la métrica escáldica (dos sílabas en aliteración dentro de líneas impares, rimas interiores - rimas completas y semirrimas, con troqueo final, parecido a la métrica dróttkvætt). Þormóðr sin embargo no respeta estrictamente las normas, debido a la dificultad de insertar una rima interna en líneas tan cortas, llevando a veces a utilizar en su lugar una rima final.

## Sturla Þórðarson
Hacia el siglo XIII, Sturla Þórðarson se inspiró en la obra de Þormóðr Trefilsson para componer sus poemas en honor del rey Haakon IV de Noruega, también llamado Hrafnsmál, una adaptación del poema de Þormóðr, no sólo en su título sino también su métrica y algunas expresiones.